# Браун (округ, Техас)
О́круг Браун (англ. Brown county) — округ штата Техас Соединённых Штатов Америки. На 2000 год в нём проживало 37 674 человек. По оценке бюро переписи населения США в 2008 году население округа составляло 38 379 человек. Окружным центром является город Браунвуд.

## История
Округ Браун был сформирован в 1856 году из частей округов Команче и Травис. Он был назван в честь Генри Стивенсона Брауна, одного из командиров в битве Веласко в техасской революционной войне.